# Mnichov, Cheb
Mnichov là một làng thuộc huyện Cheb, vùng Karlovarský, Cộng hòa Séc.